# Okręg wyborczy nr 67 do Senatu Rzeczypospolitej Polskiej
Okręg wyborczy nr 67 do Senatu Rzeczypospolitej Polskiej obejmuje obszar powiatów kwidzyńskiego, malborskiego, nowodworskiego i sztumskiego (województwo pomorskie). Wybierany jest w nim 1 senator na zasadzie większości względnej.
Utworzony został w 2011 na podstawie Kodeksu wyborczego. Po raz pierwszy zorganizowano w nim wybory 9 października 2011. Wcześniej obszar okręgu nr 67 należał do okręgu nr 24.
Siedzibą okręgowej komisji wyborczej jest Gdańsk.

## Reprezentant okręgu
| Rok  | Rok  | Senator          | Komitet wyborczy                           |
| ---- | ---- | ---------------- | ------------------------------------------ |
|      | 2011 | Leszek Czarnobaj | Platforma Obywatelska RP                   |
| 2015 |      | Leszek Czarnobaj | Platforma Obywatelska RP                   |
|      | 2019 | Leszek Czarnobaj | KKW Koalicja Obywatelska PO .N iPL Zieloni |
| 2023 |      | Leszek Czarnobaj | KKW Koalicja Obywatelska PO .N iPL Zieloni |

## Wyniki wyborów
Symbolem „●” oznaczono senatora ubiegającego się o reelekcję.

### Wybory parlamentarne 2011
| Kandydat                                                                                     | Kandydat             | Komitet wyborczy             | Głosów | Głosów | Głosów |
| Kandydat                                                                                     | Kandydat             | Komitet wyborczy             | Liczba | %      | +/–    |
| -------------------------------------------------------------------------------------------- | -------------------- | ---------------------------- | ------ | ------ | ------ |
|                                                                                              | Leszek Czarnobaj     | Platforma Obywatelska RP     | 34 230 | 49,03  | –      |
|                                                                                              | Mirosław Górski      | Prawo i Sprawiedliwość       | 15 045 | 21,55  | –      |
|                                                                                              | Małgorzata Ostrowska | Sojusz Lewicy Demokratycznej | 12 801 | 18,34  | –      |
|                                                                                              | Waldemar Lamkowski   | Polskie Stronnictwo Ludowe   | 7739   | 11,09  | –      |
| Frekwencja: 40,41% Liczba głosów ważnych: 69 815 (96,97%) Źródło: Państwowa Komisja Wyborcza |                      |                              |        |        |        |

### Wybory parlamentarne 2015
| Kandydat                                                                                     | Kandydat           | Komitet wyborczy                             | Głosów | Głosów | Głosów |
| Kandydat                                                                                     | Kandydat           | Komitet wyborczy                             | Liczba | %      | +/–    |
| -------------------------------------------------------------------------------------------- | ------------------ | -------------------------------------------- | ------ | ------ | ------ |
|                                                                                              | Leszek Czarnobaj ● | Platforma Obywatelska RP                     | 27 721 | 40,04  | –8,99  |
|                                                                                              | Kazimierz Janiak   | Prawo i Sprawiedliwość                       | 21 892 | 31,62  | +7,07  |
|                                                                                              | Jerzy Śnieg        | KKW Zjednoczona Lewica SLD+TR+PPS+UP+Zieloni | 19 621 | 28,34  | +10,00 |
| Frekwencja: 40,67% Liczba głosów ważnych: 69 234 (96,31%) Źródło: Państwowa Komisja Wyborcza |                    |                                              |        |        |        |

### Wybory parlamentarne 2019
| Kandydat                                                                                     | Kandydat           | Komitet wyborczy                           | Głosów | Głosów | Głosów |
| Kandydat                                                                                     | Kandydat           | Komitet wyborczy                           | Liczba | %      | +/–    |
| -------------------------------------------------------------------------------------------- | ------------------ | ------------------------------------------ | ------ | ------ | ------ |
|                                                                                              | Leszek Czarnobaj ● | KKW Koalicja Obywatelska PO .N iPL Zieloni | 53 771 | 60,92  | +20,88 |
|                                                                                              | Kazimierz Janiak   | Prawo i Sprawiedliwość                     | 34 488 | 39,08  | +7,46  |
| Frekwencja: 52,89% Liczba głosów ważnych: 88 259 (96,86%) Źródło: Państwowa Komisja Wyborcza |                    |                                            |        |        |        |

### Wybory parlamentarne 2023
| Kandydat                                                                                      | Kandydat                | Komitet wyborczy                           | Głosów | Głosów | Głosów |
| Kandydat                                                                                      | Kandydat                | Komitet wyborczy                           | Liczba | %      | +/–    |
| --------------------------------------------------------------------------------------------- | ----------------------- | ------------------------------------------ | ------ | ------ | ------ |
|                                                                                               | Leszek Czarnobaj ●      | KKW Koalicja Obywatelska PO .N iPL Zieloni | 56 152 | 52,56  | –8,36  |
|                                                                                               | Natalia Nitek-Płażyńska | Prawo i Sprawiedliwość                     | 32 524 | 30,44  | –8,64  |
|                                                                                               | Paweł Szajda            | Bezpartyjni Samorządowcy                   | 9093   | 8,51   | –      |
|                                                                                               | Łukasz Kulecki          | Konfederacja Wolność i Niepodległość       | 9071   | 8,49   | –      |
| Frekwencja: 66,66% Liczba głosów ważnych: 106 840 (98,12%) Źródło: Państwowa Komisja Wyborcza |                         |                                            |        |        |        |